# Pláti Psérimou
Pláti Psérimou, également appelée Pláti Kalýmnou (grec moderne : Πλάτη Ψέριμου ou Πλάτη Καλύμνου), est une petite île de la mer Égée située dans le Dodécanèse et rattachée à l'île de Kalymnos voisine.

## Géographie

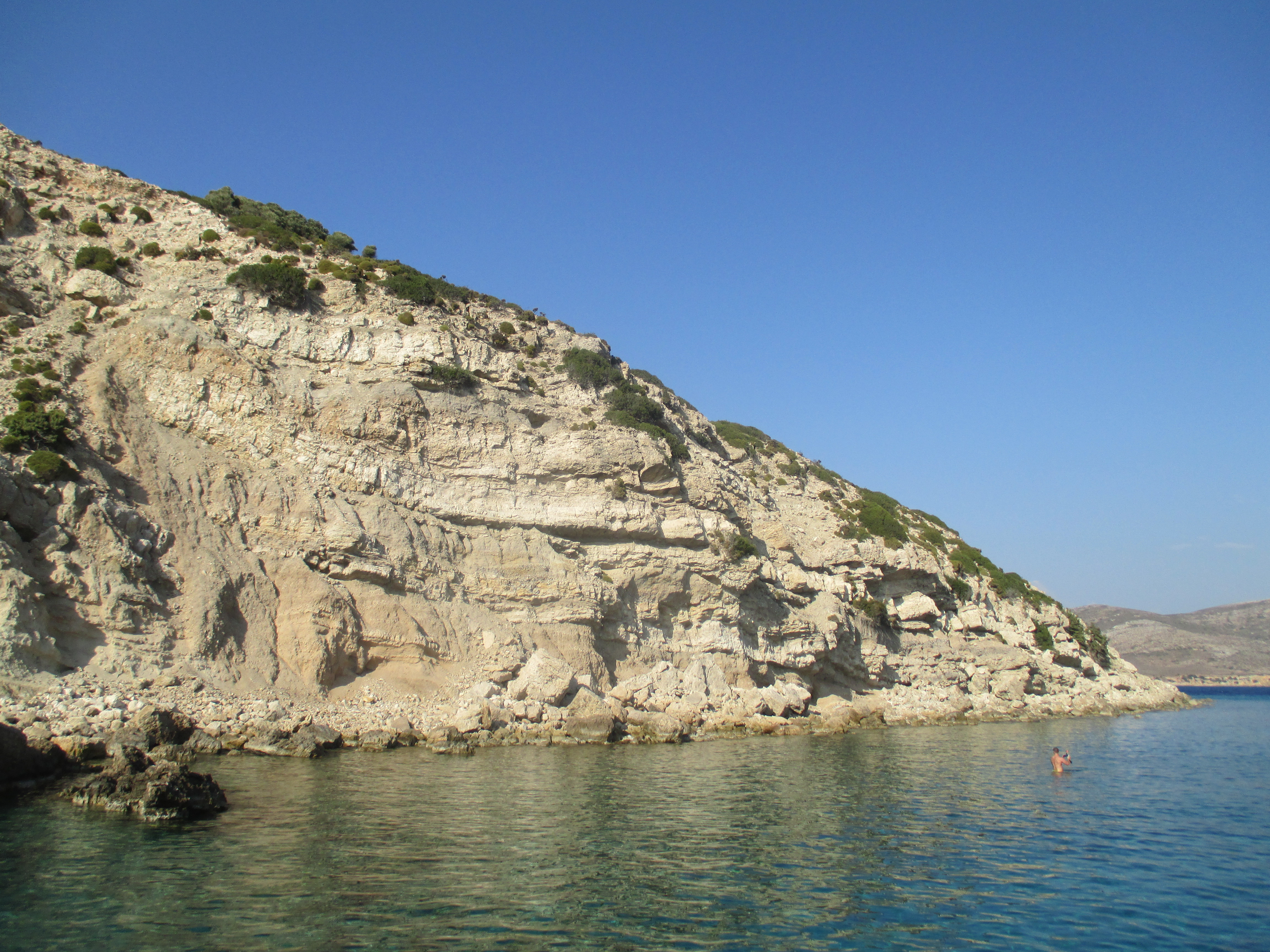
Une crique de Pláti Psérimou

Pláti Psérimou est localisé entre Psérimos (à moins de un kilomètre) et Kalymnos (à deux kilomètres) ainsi qu'à 7 km au nord de Kos. L'île a une taille de 1,850 km de longueur et 0,7 km de largeur maximales pour une surface de 0,726 km2. À 200 mètres au nord de Plati se trouve l'îlot Necrotiki, hébergeant une balise.
C'est l'une des îles dépendant de Kalymnos avec Telendos, Psérimos, Kalólimnos, Kyriaki, et Imia. L'évolution démographique de Pláti Psérimou est en diminution depuis plusieurs décennies, avec seulement deux habitants permanents recensés en 2011.
L'île est accessible uniquement par des bateaux individuels, depuis le port de Pothia de Kalymnos ou celui de Psérimos, accostable grâce au débarcadère située sur sa côte orientale à la chapelle Agios Nikolaos. 

## Tourisme
Depuis quelques années, des circuits touristiques journaliers partant de Kos et passant par Psérimos, accostent à Plati – pour profiter de ses deux plages de sable – avant de rallier Kalymnos.